# Aeroportul Regional Mid-State
Aeroportul Regional Mid-State (IATA: PSB, ICAO: KPSB, FAA LID: PSB) este un aeroport din Pennsylvania, Statele Unite ale Americii ce deservește zona Philipsburg⁠(d).
Situat la o altitudine de 582 m, aeroportul dispune de 2 piste.

## Infrastructură

### Piste
Aeroportul dispune de 2 piste. Pista 06/24 are suprafața de asfalt și dimensiunile 5.006 picioare × 100 picioare. Pista 16/34 are suprafața de asfalt și dimensiunile 5.711 picioare × 100 picioare. 